# 藍玉 (染料)

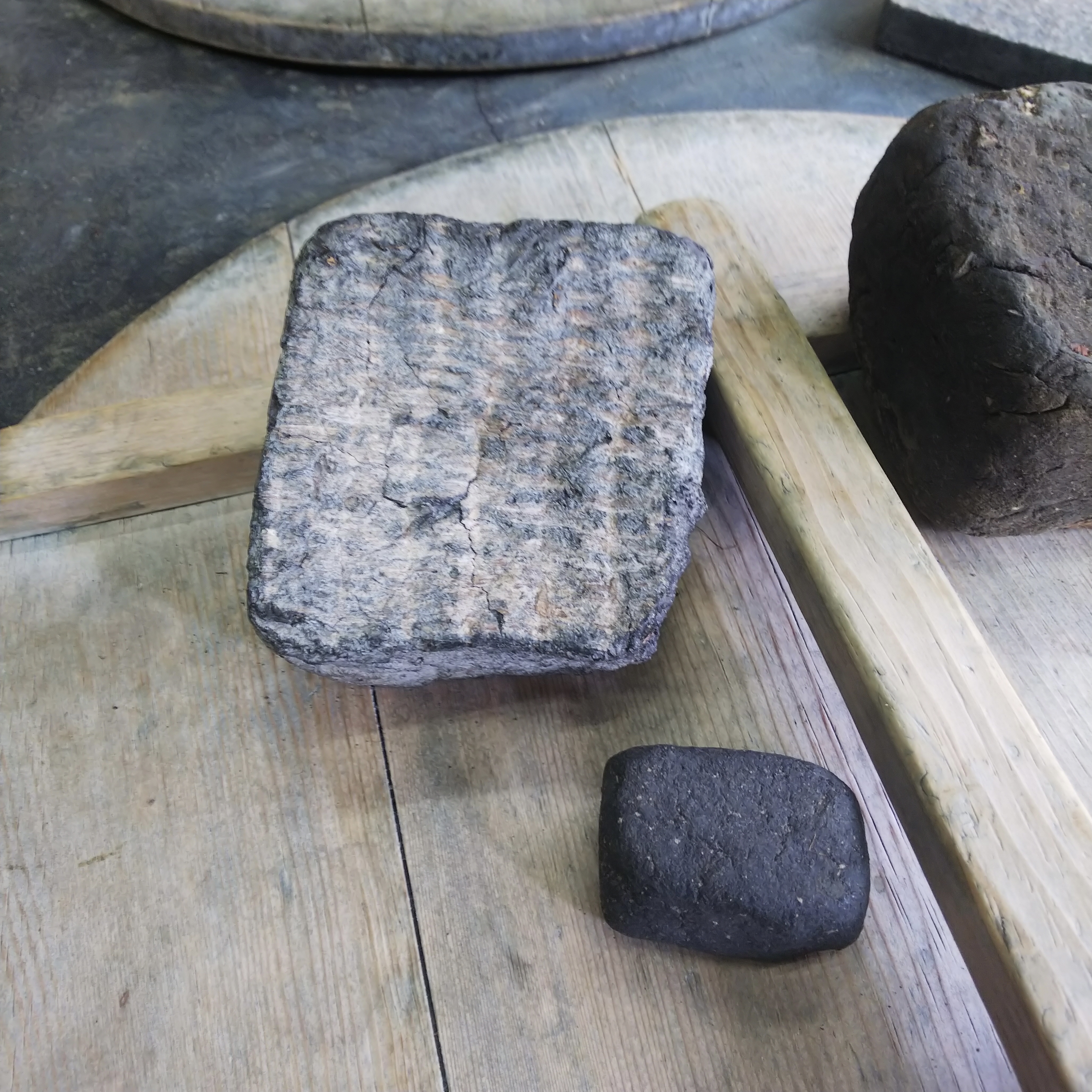
藍玉

藍玉（あいだま）とは、藍の葉を発酵・熟成させた染料である蒅（すくも）を突き固めて固形化したもの。玉藍とも。
藍の葉を収穫して乾燥させた後、蔵の中で寝かせ、これに水を打って良く湿らせながら上下に撹拌し、約75 - 90日間発酵させたものを再び乾燥させると、無色の物質であるインディカンが酸化されて青色のインディゴへと変化して、その色が濃くなることで黒色の土塊状の物質が出来る。これを蒅（すくも）と呼ぶ。蒅の状態でも染料としては十分使用可能であったが、運搬に不向きであったために後にこれを臼で突き固めて乾燥させて扁円形の小さな塊にすることによって運搬を容易にした。これが藍玉である。
江戸時代以後、全国各地で流通に便利な藍玉の生産が盛んになったが、特に阿波藩のものは良質として知られ、全国でも屈指の産地として全国的に市場を有した。しかし、明治以後にはインド産の流入や化学染料によって人工的に藍色が出せるようになったこと、更に輸送手段の発達によって蒅の状態での輸送が可能になったことにより、藍玉そのものの生産は衰退していくことになった。